# American Video Entertainment
American Video Entertainment foi uma companhia de desenvolvimento de software baseada na Califórnia que desenvolveu jogos eletrônicos não autorizados para o Nintendo Entertainment System. A companhia desenvolveu dois jogos sozinha, Krazy Kreatures e Trolls on Treasure Island em 1990,  e publicou 19 jogos completamente do NES.